# Francinópolis
Francinópolis är en kommun i Brasilien.   Den ligger i delstaten Piauí, i den östra delen av landet, 1 200 km nordost om huvudstaden Brasília. Antalet invånare är 5 230.
Omgivningarna runt Francinópolis är huvudsakligen savann. Runt Francinópolis är det glesbefolkat, med 15 invånare per kvadratkilometer.